# Ivan Chéparinov
Ivan Chéparinov est un grand maître international du jeu d'échecs bulgare né le 26 septembre 1986.
D'août 2018 à octobre 2020, il était affilié auprès de la fédération géorgienne.
Au 1er août 2018, il était le 29e joueur mondial et le numéro un géorgien, avec un classement Elo de 2 718 points
Au 1er décembre 2020, il est le 83e joueur mondial et le numéro deux bulgare, avec un classement Elo de 2 660 points.

## Championnats de Bulgarie
Chéparinov a remporté quatre fois le titre de champion de Bulgarie (en 2004, 2005, 2012 et 2018). 

## Tournois individuels
En 2007, il finit premier ex æquo et cinquième au départage du championnat d'Europe d'échecs individuel.
Il a remporté les tournois suivants :
- le Tournoi d'échecs Sigeman & Co 2007 à Malmö en Suède (seul vainqueur) ;
- la Politiken Cup 2012 à Copenhague ;
- le festival d'échecs de Gibraltar 2014 après un mini-match de départage avec Ivantchouk.

## Coupes du monde d'échecs
Ivan Chéparinov a participé à huit coupes du mondes d'échecs de 2005 à 2023 :
| Année | Lieu            | Résultat                         | Ultime adversaire  | Adversaires battus                                                             |
| ----- | --------------- | -------------------------------- | ------------------ | ------------------------------------------------------------------------------ |
| 2005  | Khanty-Mansiïsk | troisième tour                   | Magnus Carlsen     | Alekseï Fiodorov Vassili Ivantchouk                                            |
| 2007  | Khanty-Mansiïsk | quart de finale (cinquième tour) | Magnus Carlsen     | Juan Carlos González Zamora, Vladislav Tkachiev Shakhriyar Mamedyarov Wang Yue |
| 2009  | Khanty-Mansiïsk | deuxième tour                    | Viktor Bologan     | Youriï Kryvoroutchko                                                           |
| 2015  | Bakou           | premier tour                     | Alexander Ipatov   |                                                                                |
| 2017  | Tbilissi        | deuxième tour                    | David Navara       | Dimítrios Mastrovasílis                                                        |
| 2019  | Khanty-Mansiïsk | deuxième tour                    | Vladislav Artemiev | Ahmed Adly                                                                     |
| 2021  | Sotchi          | troisième tour                   | Peter Svidler      | Rasmus Svane                                                                   |
| 2023  | Bakou           | troisième tour                   | Jan-Krzysztof Duda | Yousef Alhassadi, Frederik Svane                                               |

## Secondant de Veselin Topalov
Chéparinov a été le secondant de Veselin Topalov lors des championnats du monde à San Luis en 2005 et à Elista en 2006.
Il est aussi connu pour avoir refusé de serrer la main à Nigel Short qui devait jouer contre lui au Tournoi de Wijk aan Zee en 2008 en représailles à des critiques émises par Short lors du  championnat du monde 2006. Le joueur britannique avait en effet critiqué Topalov qui avait accusé son adversaire Vladimir Kramnik de tricher. L'arbitre de Wijk aan Zee a alors accordé le gain à Nigel Short alors qu'un seul coup avait été joué de part et d'autre, mais à la suite d'un appel de Cheparinov, la partie a été jouée le lendemain et gagnée par Nigel Short.